# Sabalia jacksoni
Sabalia jacksoni is een vlinder uit de familie herfstspinners (Brahmaeidae). De wetenschappelijke naam is voor het eerst geldig gepubliceerd in 1890 door Emily Mary Bowdler Sharpe.
De soort komt voor in het Afrotropisch gebied.